# Нехрущ червневий
Нехрущ червневий (Amphimallon solstitiale) — вид хрущів середнього розміру, поширений у Центральній і Східній Європі. Личинка червневого хруща пошкоджує корені рослинних культур.

## Опис

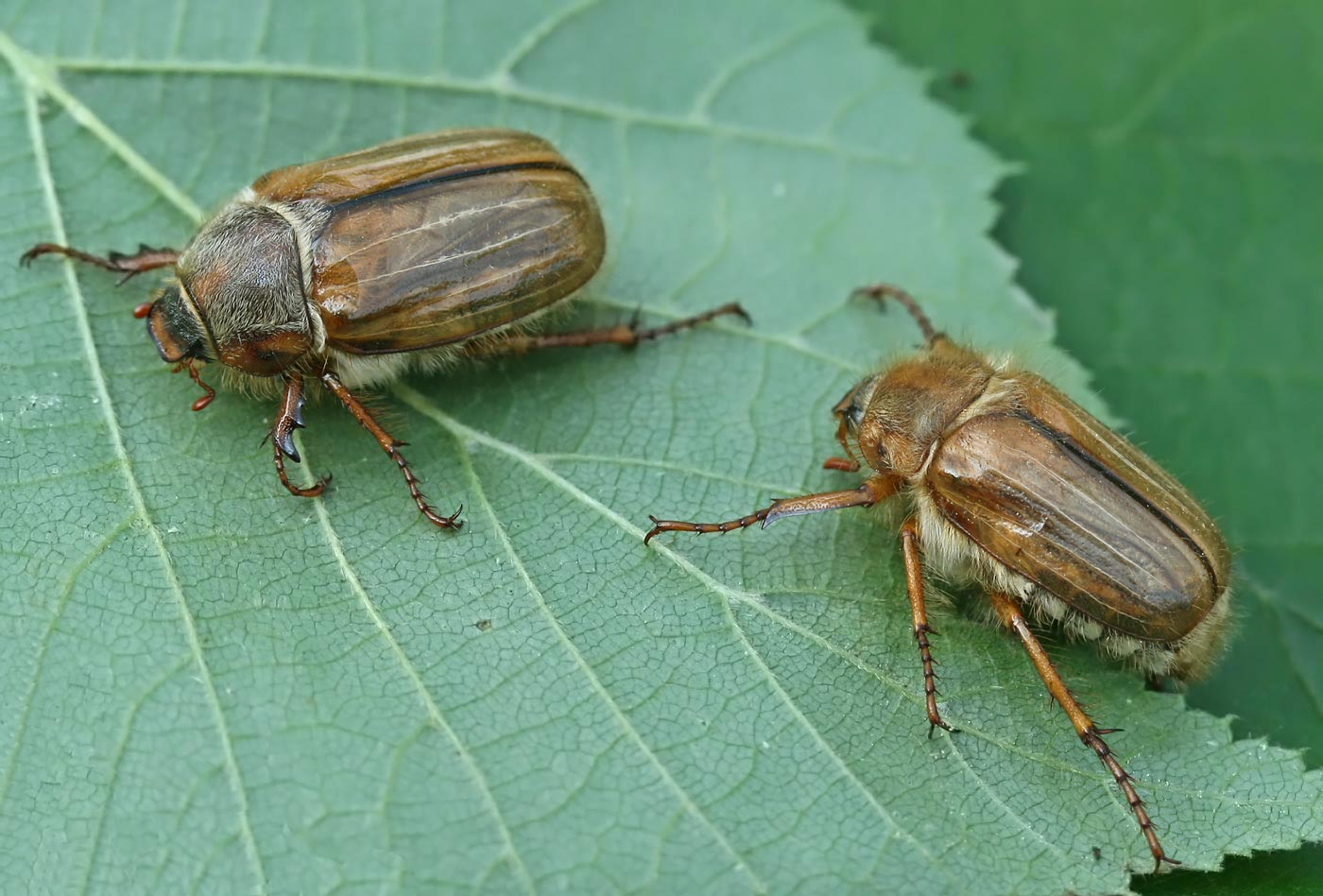
Cамиця (ліворуч) і самець червневого хруща. Самиця має три зубці на передніх голенях. Самець має лише 1 зубець, і загалом з довшими волосками на тілі.

Блідо-жовтий жук, 1,4-1,9 см у довжину. Пляма на пронотумі та черевце часто темні. Тіло самця вкрито довгими світлими волосками, в самиць волоски короткі. Булавоподібні антени складаються з 9 члеників. Голені передніх ніг самців переважно з 1-2 зубцями, в самиць завжди 3 зубці. Надкрила з потужними поздовжніми ребрами.

## Спосіб життя
Зустрічається у лісах, степах, на луках. Самиця відкладає в ґрунт одну кладку, яка містить близько 20 яєць. Через 4-5 тижнів з яєць виходять личинки. Личинка розвивається впродовж 2-3 років, живиться спочатку перегноєм, пізніше коренями різних рослин.
Зимують в ґрунті личинки 2-го і 3-го віку, а також імаго. Дорослі особини літають з кінця травня до середини серпня, личинки з'являються з кінця червня. На півдні ареалу імаго не живляться, але в зоні хвойних та мішаних лісів жуки гризуть хвою сосни.

## Підвиди
Вид є вкрай поліморфним, виділяють близько 10 підвидів, хоча не всі спеціалісти згодні з таким поділом
- A. s. dalmatinum Brenske, 1894 — Хорватія[6]
- A. s. grossatus Reitter, 1902
- A. s. matutinale Nonveiller, 1963 — Сербія, Чорногорія[7]
- A. s. orientale Reitter, 1902
- A. s. pictum Reitter, 1902 — Греція[8]
- A. s. setosum Reitter, 1902 — південно-східна частина Європейської Росії[9]
- A. s. sibiricus (Reitter, 1902)
- A. s. silvestrii Schatzmayr, 1936
- A. s. simplicissimus (Müller, 1902)
- A. s. solstitiale (Linnaeus, 1758)
- A. s. tropicum Gyllenhal, 1817

## Поширення
Червневий хрущ зустрічається в Західній, Центральній та Східній Європі, а також у Західному Сибіру. Відомий з Іспанії, Франції, Великої Британії, Бельгії, Нідерландів, Німеччини, Італії, Австрії, Угорщини, Польщі, Румунії, Сербії, Чорногорії, Греції, України, півдня Європейської частини Росії.
В Україні трапляється по всій території, причому підвид A. s. solstitiale відомий з усієї території країни окрім Криму, натомість у Криму та в Одеській, Херсонській та Миколаївській областях зустрічається підвид A. s. grossatum.